# ریورتون (آیووا)
ریورتون (به انگلیسی: Riverton) شهری در ایالت آیووا کشور ایالات متحده آمریکا است که جمعیت آن در سرشماری سال ۲۰۱۰ میلادی، ۳۰۴ نفر بوده‌است.